# Биден (Мозель)
Биден (фр. Biding) — коммуна на северо-востоке Франции, регион Гранд-Эст (бывший Эльзас — Шампань — Арденны — Лотарингия), департамент Мозель. Относится к кантону Гротенкен. 

## Географическое положение

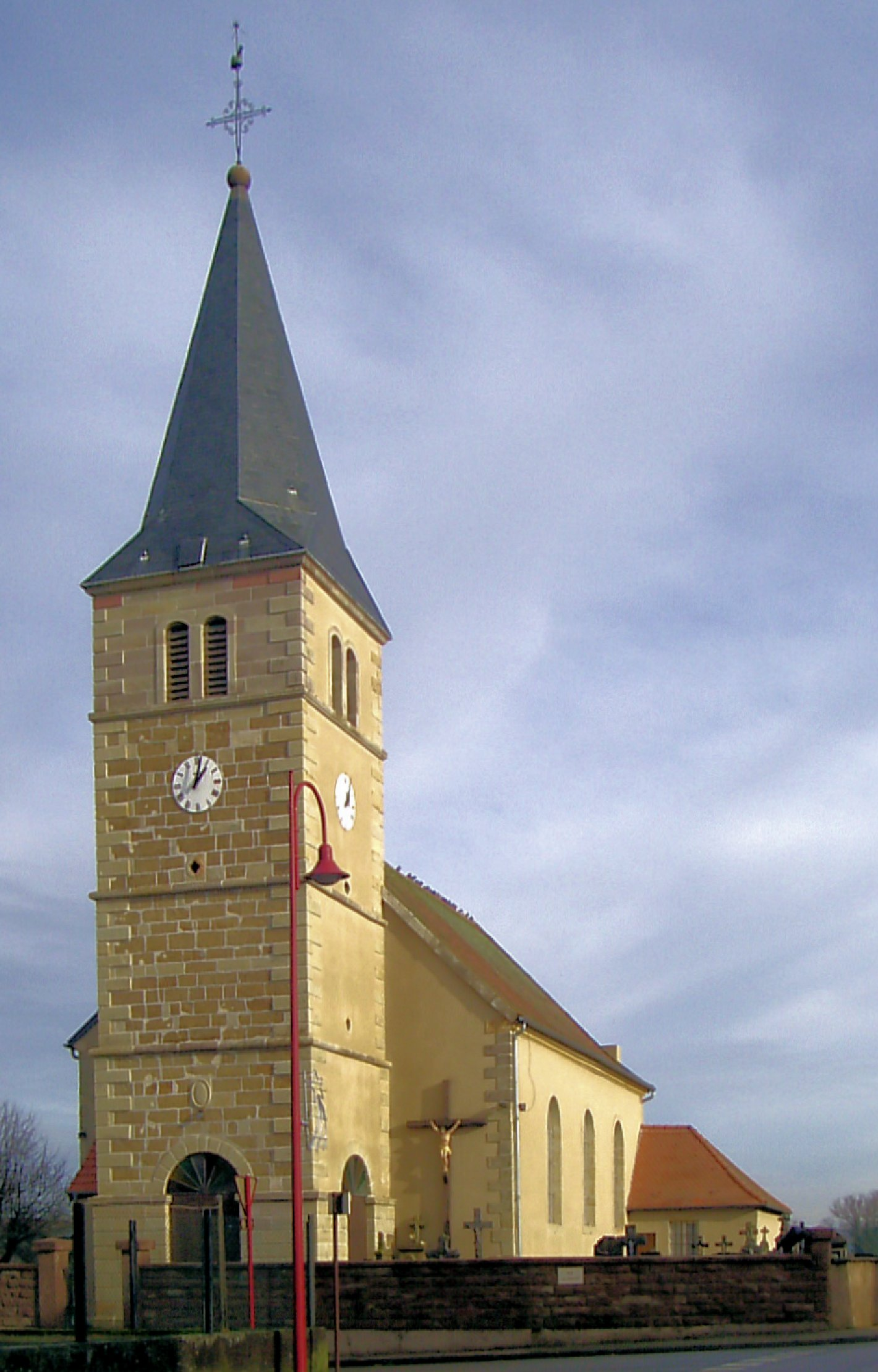
Биден. Церковь Сент-Барб.

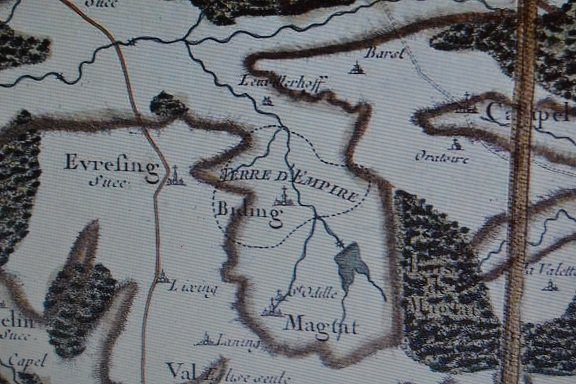
Биден на карте Кассини. 1760-е годы.

Биден расположен в 330 км к востоку от Парижа и в 45 км к востоку от Меца.

## История
- Биден входил в историческую провинцию Лотарингия и принадлежал аббатству Сент-Авольд.
- В 1760-е годы был анклавом Священной Римской империи как указано на карте Кассини.
- В 1793 году отошёл к кантону Элимер, а в 1801 году — к кантону Танкен-Грос.

## Демография
По переписи 2011 года в коммуне проживало 407 человек.

## Достопримечательности
- Следы галло-романской культуры.
- Замок 1878 года, разрушен в 1939—1945 годах.
- Памятник павшим.
- Церковь Сент-Барб (1747).